# Squalius squaliusculus
Squalius squaliusculus är en fiskart som beskrevs av Kessler 1872. Squalius squaliusculus ingår i släktet Squalius och familjen karpfiskar. Inga underarter finns listade i Catalogue of Life.